# Фиксинг
Фиксинг — метод, на основании которого проводятся биржевые торги иностранными валютами.
Суть его заключается в следующем: перед началом торгов участники торгов подают предварительные заявки на покупку и/или продажу финансового инструмента (в данном случае валюты). В зависимости от складывающейся разницы между суммарными объёмами принятых заявок на покупку и продажу финансового инструмента, ведущий торгов осуществляет повышение или понижение курса валюты лота. В ходе торгов с установлением фиксинга участники имеют право подавать дополнительные заявки по изменению сумм покупки и/или продажи финансового инструмента. Установление курса фиксинга происходит в момент совпадения суммарных объёмов принятых заявок на покупку и продажу финансового инструмента. Удовлетворение заявок участников происходит по установленному курсу фиксинга. По результатам биржевых торгов устанавливаются официальные курсы.